# Megafauna

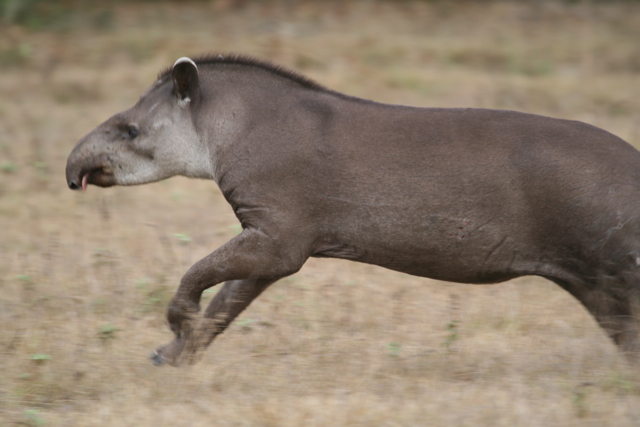
Anta (Tapirus terrestris), o maior animal da megafauna terrestre atual do continente americano.

Megafauna (do grego μέγας megas, "grande", e do latim fauna, "animal") é o termo usado na Biologia para designar o conjunto de animais de grande porte. A definição precisa do termo varia muito, mas uma das definições práticas mais comuns considera como megafauna animais de tamanho similar ou superior ao da espécie humana (portanto, mais de 45 kg).
A megafauna foi bastante abundante e diversa em praticamente todo o globo durante o Pleistoceno, mas uma grande proporção dela desapareceu durante o evento de extinção do Quaternário tardio, que afetou especialmente animais grandes, incluindo 80% dos mamíferos com mais de 1.000 kg, ao passo que os animais de pequeno porte não foram afetados da mesma maneira. Por exemplo, na megafauna pleistocênica brasileira foram extintos animais como tigres-de-dente-de-sabre, mastodontes, preguiças-gigantes, tatus-gigantes, toxodontes e outros. Na Península Ibérica, ocorreu o desaparecimento do elefante-europeu, do hipopótamo-comum, do rinoceronte-lanudo, do mamute-lanoso e do leão-das-cavernas, entre outros. Já a megafauna africana, que coevolui com os humanos, foi comparativamente bem menos afetada.

## Ecologia
Os animais da megafauna são geralmente K-estrategistas, com alta longevidade, taxas lentas de crescimento populacional, baixas taxas de mortalidade e, para os maiores deles, poucos ou nenhuns predadores naturais na idade adulta. Estas características, embora não sejam exclusivas da megafauna, tornam tais animais vulneráveis à sobre-exploração humana e à extinção de modo geral, em parte devido às suas lentas taxas de recuperação populacional.
As espécies da megafauna exercem efeitos consideráveis sobre seu ambiente, incluindo a supressão do crescimento da vegetação lenhosa e a consequente redução da frequência de incêndios florestais. A megafauna também desempenha um papel na regulação e estabilização da abundância de animais menores.

## Pleistoceno

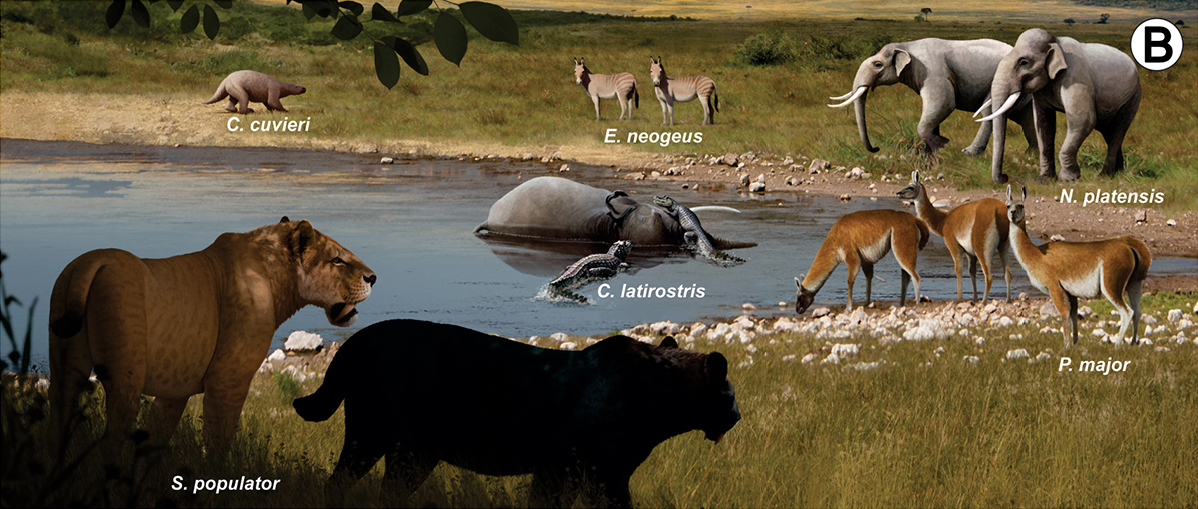
Representantes da megafauna pleistocênica sul-americana: o tigre-dente-de-sabre (Smilodon populator), a paleolhama (Palaeolama major), o gonfotério-de-planície (Notiomastodon platensis), o cavalo sul-americano (Eqqus neogeus), a preguiça-terrestre da espécie Catonyx cuvieri e o jacaré-de-papo-amarelo (Caiman latirostris, este último ainda existente).

Durante o Pleistoceno, época do período Quaternário entre 1,8 milhão a 11.000 de anos atrás, a megafauna era bastante diversa, mas grande parte desses animais, principalmente mamíferos, encontra-se atualmente extinta. Porém, há também várias espécies que viveram nessa época que ainda podem ser encontradas até os dias atuais.
O Pleistoceno foi marcado por grandes variações climáticas, compostas de períodos glaciais, quando a temperatura da terra caía e as zonas temperadas do globo eram totalmente cobertas por geleiras, e por períodos interglaciais, quando a temperatura se elevava e as geleiras recuavam. Foi durante o Pleistoceno que ocorreram os episódios mais recentes de glaciações, ou de idades de gelo. Essas amplas variações climáticas podem ter contribuído para a extinção da megafauna, mas é pouco provável que tenham sido a única causa.
Estudos morfológicos e descobertas fósseis indicam que esses animais eram adaptados a viver em ambientes com temperaturas baixas, pois apresentavam grossa camada de pelos e gordura. Durante todo o Pleistoceno, poderiam então ser capazes de resistir a diversas mudanças climáticas. Por essa razão, outras hipóteses têm sido consideradas como causa de sua extinção, como o grande aumento na temperatura no final da última glaciação que marca o início do Holoceno e a chegada dos seres humanos. Contesta-se, entretanto, se esses seres humanos pré-históricos seriam capazes de extinguir tantos animais grandes, podendo as extinções terem sido provocadas por uma conjunção de fatores.

## Holoceno
O Holoceno inicia-se no fim da última era glacial principal, ou idade do gelo. Compreendem aos últimos 11.000 anos da história da Terra, portanto se estende até o presente. Apesar do clima do Quaternário ter mudado em quatro ocasiões, tornando-se muito mais frio, o Holoceno é uma época de temperaturas mornas a quentes, com alguns períodos em que ocorreram pequenas eras do gelo.
Esta época testemunha toda a história da civilização humana, desde seu surgimento até os dias atuais, tendo, portanto, passado por grandes mudanças tanto climáticas quanto em decorrência do aparecimento da civilização. 
Foi nessa época que houve uma grande extinção em massa conhecida como extinção em massa da Era do Gelo, que dizimou populações de mamíferos e aves gigantes, cuja presença era característica do Pleistoceno. Entretanto, a maioria dos representantes da megafauna já se encontrava extinta no final do Pleistoceno, com apenas alguns sendo capazes de sobreviver até o Holoceno, quando passaram por uma extinção tardia.

## Distribuição geográfica da megafauna americana – locais de extinção

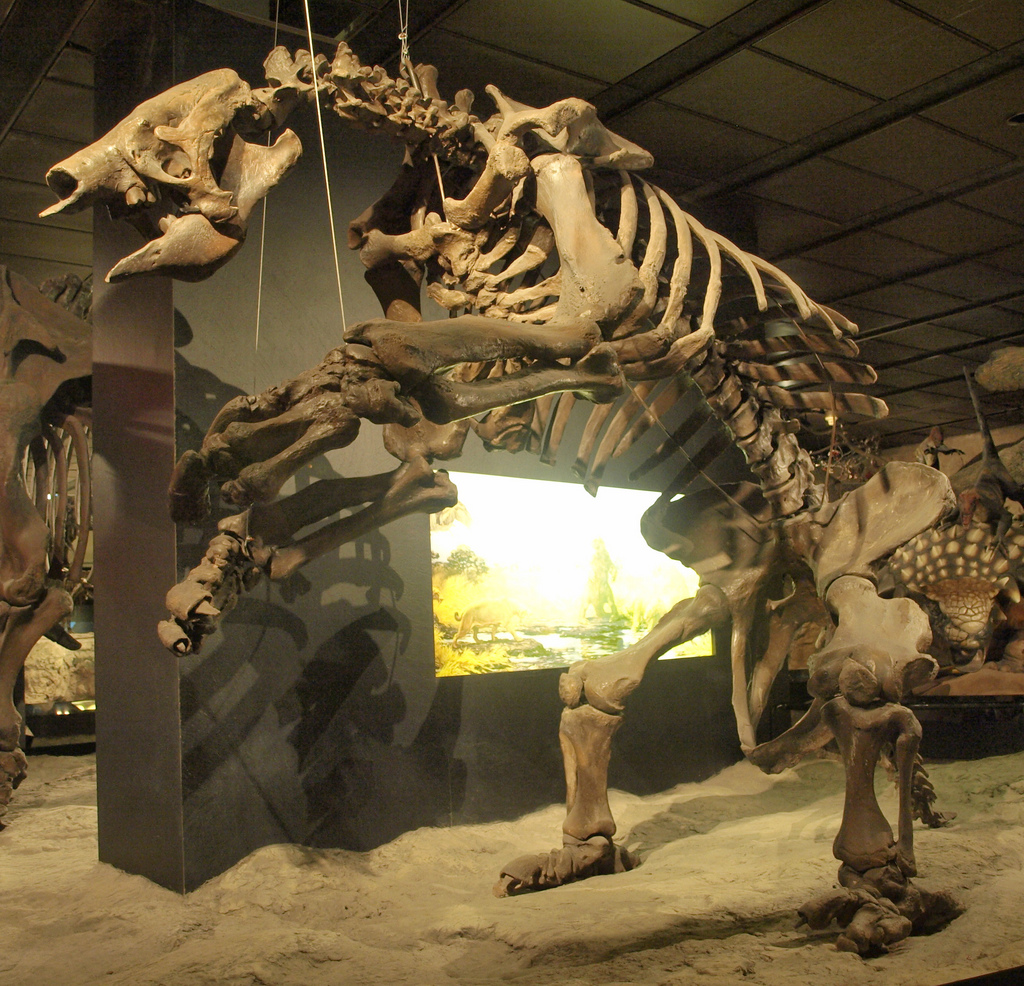
Fóssil de uma preguiça gigante, exemplar do Museu Ciências Naturais de Houston.

A megafauna era amplamente distribuída por toda a América, com uma diversidade de grandes herbívoros em escala comparável à da África atual. Assim como na África há girafas, hipopótamos e elefantes, na América Central, por exemplo, havia preguiças terrestres gigantes, alguns ursos gigantes extintos, espécies extintas de cavalos e parentes dos elefantes como mastodontes e gonfotérios. Todos esses mamíferos gigantes já desapareceram, porém a flora que coexistiu com esses grandes animais persiste até os dias atuais. Nas florestas tropicais da Costa Rica existem algumas árvores que produzem frutos muito grandes e rígidos que são incapazes de serem utilizados e dispersados pelos animais que lá existem hoje. No Pantanal, na América do Sul, também são encontrados frutos de tais tamanhos que a fauna nativa não consegue ingerir, mas com a introdução de animais de grande porte como vacas e cavalos, os frutos encontraram novos dispersores. É provável que tais frutos fossem dispersados pelos grandes herbívoros da megafauna atualmente extinta, representando, assim, exemplos de adaptações anacrônicas, com a perda evolutivamente recente de seus dispersores.
O Pleistoceno (2 milhões a 12.000 anos atrás) foi marcado por diversas glaciações responsáveis pelo resfriamento do planeta (Era do Gelo) e por paisagens marcadamente diferentes das atuais. No final do Pleistoceno houve uma grande glaciação e o clima do planeta se tornou mais seco e gélido. Na América do Sul houve um aumento de geleiras nos topos de montanhas e a umidade relativa do ar ficou muito baixa devido à evaporação reduzida. Acredita-se que houve uma queda de aproximadamente 5 °C na Amazônia. Frente a essa mudança climática que ocorreu no Pleistoceno, a vegetação da América do Sul sofreu uma reconfiguração. As florestas úmidas do litoral atlântico ficaram refugiadas em escarpas mais úmidas de maneira descontínua. As temperaturas mais baixas proporcionaram uma expansão das florestas de araucárias para áreas interiores dos estados do sul e sudeste do Brasil, além dos campos de altitude. Os cerrados resistiram parcialmente ao avanço das caatingas, existindo muitos indícios de sua presença nas depressões interplanálticas do Brasil Central. As caatingas, no entanto, se expandiram pelas novas faixas de terras afloradas no litoral, avançando sobre depressões e os locais mais áridos do sul e sudeste. A Amazônia, por sua vez sofreu uma retração e boa parte de seu atual espaço acolheu os cerrados. Com a retomada do clima mais quente, no Holoceno, os processos se inverteram, a umidade passou a favorecer ecologicamente a vegetação então refugiada, numa eventual competição ecológica, e a sua expansão para os espaços então ocupados pela vegetação xerófita. Dessa maneira é sabido, através de estudos fósseis, que a vegetação do Pleistoceno era composta principalmente de áreas de savana-cerrado, que era o habitat por excelência dos grandes e médios mamíferos, geralmente situado em áreas tropicais de umidade moderada para baixa.
Essa aridez no fim do Pleistoceno, acarretada pela Glaciação Würm-Wisconsin, fez as caatingas avançarem, limitando os cerrados do nordeste a áreas mais úmidas, que se tornaram refúgios florestais de fauna e flora. Por causa desses refúgios florestais, alguns representantes da megafauna conseguiram sobreviver à extinção do Pleistoceno até o Holoceno. A constituição deste refúgio justifica a grande concentração de atividade humana e presença da megafauna, pois o cerrado preservado, que apresentava uma extensão territorial muito maior durante o fim do Pleistoceno, teria sido o aporte nutricional dos táxons da megafauna e microfauna no período.
Assim, durante essa transição de ambientes, animais de pequeno e médio porte não foram tão fortemente afetados pela extinção generalizada que afetou a megafauna, devido ao fato de possuírem adaptações para viver em diferentes tipos de meios: florestas pluviais, decíduas, cerrados, charcos e caatingas.
Durante os períodos de seca provocados pela glaciação de Würm-Wisconsin os ambientes eram dominados por grandes savanas abertas com árvores esparsas e gramíneas, e florestas com enclaves de savanas. Este era um ambiente propício para grandes herbívoros e pastadores. As florestas tropicais fechadas e densas, que eram ambientes sem espaço para esses grandes animais viverem e sem gramíneas para pastagem, ficavam reduzidas a pequenas áreas de vegetação. No entanto, toda essa megafauna desapareceu quando as florestas voltaram a crescer e substituir grandes áreas de savana, no fim da última glaciação (que durou de 30 mil a 12 mil anos atrás), ou seja, no início do Holoceno.
Essa mudança ambiental formava florestas tropicais muito densas o que eram desfavoráveis para a megafauna. No início do Holoceno houve também um aumento muito grande das temperaturas, o que provocou a elevação no nível dos oceanos. Acredita-se que com toda essa mudança climática os refúgios florestais da América do Sul entraram em desequilíbrio, contribuindo para a extinção de representantes da megafauna que ainda haviam sobrevivido. Estes animais então tiveram uma extinção tardia, provocada por toda essa mudança climática significativa chamada pelos quaternaristas de "Optimum Climaticum". Dessa maneira, a maior parte da megafauna se extinguiu entre o final do Pleistoceno e o início do Holoceno.
Mas essa teoria é controversa, porque hoje em dia nas florestas densas ainda ocorrem animais de grande porte, como o elefante africano (maior animal terrestre), o elefante asiático, o tigre (maior felino), o hipopótamo, o leopardo, espécies de rinocerontes, espécies de bovídeos como o gauro (maior bovídeo), os bisões e espécies de antílopes como o bongo, o ocapi, espécies de cervos como o cervo-vermelho, espécies de ursos como o urso-pardo (segundo maior carnívoro terrestre), o casuar (ave gigante da Oceania), espécies de canídeos como o lobo-cinzento (maior canídeo), o javali (maior membro da família Suidae), o canguru-cinzento, e em ilhas até tartarugas gigantes, entre muitos outros.
Além disso, considerando fósseis encontrados na Amazônia ou outras regiões florestadas, é possível que alguns animais da megafauna extinta também pudessem habitar florestas densas, como os mastodontes, os toxodontes, os mamutes, as tartarugas gigantes, as moas, o tatu gigante Holmesina rondoniensis, entre outros.[carece de fontes?] Na Guatemala, que mesmo no Pleistoceno permaneceu coberto de florestas tropicais, também foram encontrados fósseis de representantes da megafauna, como preguiças gigantes, o mamute-columbiano (Mammuthus columbi), toxodontídeos e a onça-pintada-gigante (Panthera onca mesembrina). As florestas tropicais da América Central serviram como barreiras entre as Américas do Sul e Norte mas, por outro lado, já que vários representantes da megafauna foram encontrados tanto na América do Norte quanto na América do Sul, isto sugere que eles poderiam habitar ou se dispersar pelas regiões florestadas da América Central.

## Extinção da megafauna do Quaternário tardio
O evento de extinção do Quaternário tardio da megafauna ocorreu do Pleistoceno ao Holoceno e inclui todas as extinções do Quaternário tardio registradas nos últimos 50.000 anos, após o surgimento dos humanos modernos. Estas extinções de megafauna começaram no Pleistoceno tardio, na Ásia tropical e Oceania, seguiram no sul da Europa entre 40.000 e 20.000 anos atrás, tiveram outro pico no fim do último período glacial, quando os grandes animais do norte da região holártica (América do Norte e Eurásia setentrional) tornaram-se extintos, e continuou nas ilhas e arquipélagos ao redor do mundo, sendo as últimas grandes extinções da megafauna as da Nova Zelândia entre 900 e 500 anos atrás, e as que estão ocorrendo na África Subsaariana e Ásia tropical atualmente. As extinções da megafauna antes conhecidas como extinção do Holoceno e extinção do Pleistoceno atualmete tendem a ser enquadradas pela maioria dos cientistas na extinção do Quaternário, também conhecida como QME (Quaternary Megafauna Extinction, em inglês).
Durante este evento de extinção o número de grandes mamíferos no mundo foi reduzido a menos da metade, incluindo grandes herbívoros, predadores e carniceiros. A Austrália perdeu 86% da sua megafauna, a maior parte entre 50.000 e 40.000 anos atrás, coincidindo no tempo com a chegada dos seres humanos. No caso das Américas, ocorreu o desaparecimento de 73% das espécies na América do Norte e 80% na América do Sul, sendo a opinião mais aceita hoje que a extinção em massa americana também coincidiu com a chegada dos seres humanos no continente.

As extinções que ocorreram na América, perto do limite Pleistoceno-Holoceno, na verdade fizeram parte de um evento muito mais longo, iniciado há pelo menos 50.000 anos na Ásia, e que, acredita-se, perdura até os dias atuais, como sexta extinção em massa. Várias teorias têm tentado atribuir as várias ondas de extinções da megafauna dos últimos 50.000 anos a causas não-antrópicas, como as alterações climáticas, doenças desconhecidas ou um possível impacto extraterrestre, entre outros. No entanto, se por um lado a hipótese climática ainda possa ser seriamente considerada, não se conhece nenhum caso de doença que tenha causado a extinção simultânea de famílias, ordens e até mesmo infraclasses completamente diferentes, e além disso afetando apenas espécies de grande tamanho, e tampouco há evidências de algum impacto extraterrestre relevante naquela época.

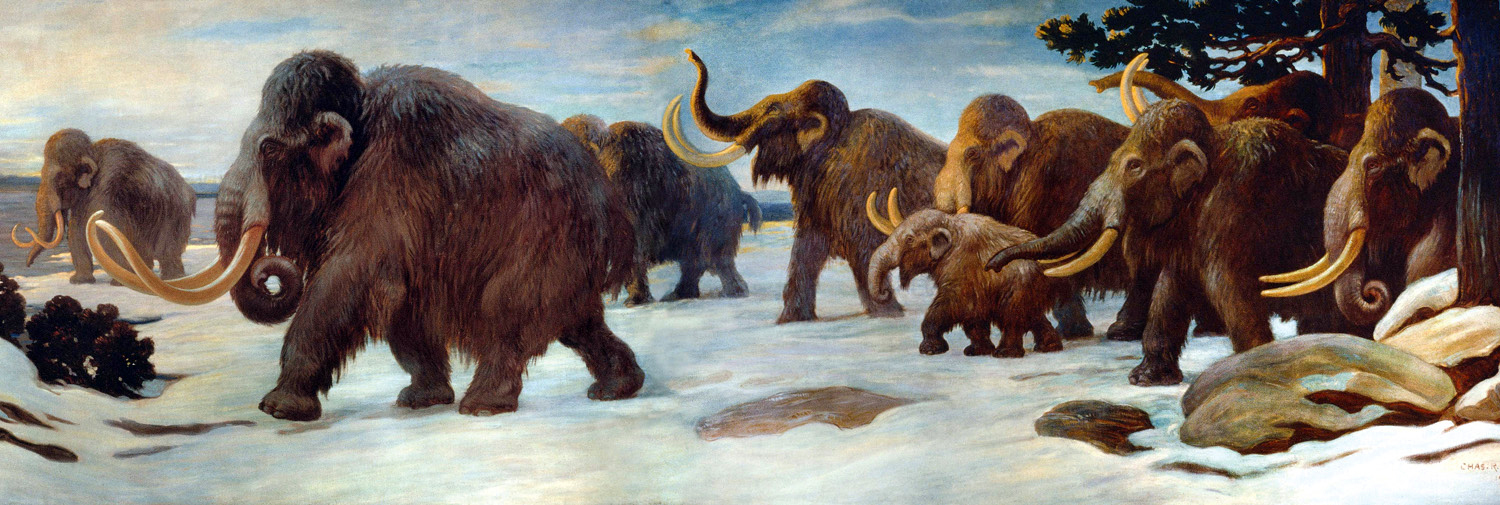
Mamutes, animais muito bem adaptados a Era do Gelo.

Por outro lado, a mudança climática favoreceu a fixação de populações humanas em lugares até então inóspitos. Situa-se nesta mesma época a Revolução Neolítica, quando o homem descobriu a agricultura e aumentou o tamanho de suas populações, bem como a necessidade de ocupar novas terras para as atividades agropastoris, e de caçar e coletar alimentos para complementar a alimentação da crescente população. Sendo onívoro, o homem competia tanto com as espécies carnívoras como com as herbívoras, fazendo-se mais um fator importante na escassez de alimentos para os grandes animais (parece ter sido o caso para as extinções do leão-marsupial, megantereon, dinotério, hipopótamo europeu, e etc). Dessa maneira, há evidências de que o ser humano contribuiu diretamente para a extinção de algumas espécies da megafauna.
Na Sibéria e na América do Norte, por exemplo, foram encontrados indícios de que o homem pré-histórico caçava mamutes, para fins de alimentação. A sobrevivência de algumas espécies bem além do fim da Era do Gelo reforça esta hipótese: sabe-se que o mamute sobreviveu até cerca de 1750 a.C. na Ilha de São Paulo e 2000 a.C. na Ilha de Wrangel, ambas na região ártica. No entanto, a presença humana nessas ilhas é posterior à extinção dos mamutes. Em vez disso, o aumento dos níveis do mar após o fim da última era glacial diminuiu o tamanho destas ilha, reduzindo o número de mamutes que poderia suportar. Na Nova Zelândia, as moas, espécies de aves gigantes, foram extintas por volta 1500 d.C., após a chegada dos maoris (cerca do ano 1000 d.C). Na América do Sul, as preguiças gigantes foram extintas há 5000 anos.

## Extinção da megafauna brasileira
No território equivalente ao Brasil, 12.000 anos atrás, seria possível encontrar, no Cerrado, grandes animais como o mastodonte (elefante sul-americano), o megatério (preguiça gigante) e os gliptodontes (semelhantes ao tatu, mas com o tamanho de um fusca). Esses animais se extinguiram não só no Brasil, mas por toda a América.
Assim como em outras partes do globo, a extinção da megafauna brasileira também foi associada tanto à predação excessiva por humanos (teoria Overkill) quanto a mudanças climáticas e ambientais, tais como mudanças na vegetação, temperatura e umidade. Foi sugerida grande importância à teoria dos refúgios florestais e à expansão das áreas áridas, observando-se ainda que na maioria dos sítios arqueológicos brasileiros em que animais da megafauna são representados em pinturas rupestres, estes não aparecem sendo caçados, sugerindo, portanto, pouca influência huma em sua extinção.
Entretanto, outros achados evidenciam que a megafauna também pode ter sofrido com a predação do homem pré-histórico na América do Sul, como mais de mil fósseis pertencentes a 11 espécies diferentes da megafauna, em especial preguiças gigantes do gênero Lestodon e tatus gliptodontes, no sítio do rio Arroyo del Vizcaíno, no Uruguai, que tinham marcas de flechas, evidenciando que muitos animais da megafauna compunham a dieta daquelas populações humanas. No Rio Grande do Sul foram encontradas carapaças vazias de gliptodontes, sugerindo que não só a carne do animal era aproveitada, mas também a própria carapaça.[carece de fontes?] Atualmente, podemos observar que nas regiões tropicais da África as populações humanas nativas também caçam animais da megafauna como girafas, hipopótamos, elefantes, entre outros, sugerindo que o mesmo poderia ocorrer em regiões de clima semelhante no antigo território brasileiro. Além disso, sugere-se também que as extinções não necessariamente coincidiram temporalmente com as mudanças climáticas, reforçando, portanto, uma provável influência humana.
Entretanto, existem alguns exemplos excepcionais de algumas espécies da megafauna que sobreviveram até o Holoceno, pelo menos em refúgios florestais, como na Serra da Capivara, no Piauí, onde, embora atualmente predomine a vegetação de caatinga, foi dominada por cerrados durante o final do Pleistoceno. Com a glaciação, houve um aumento da aridez nas regiões tropicais, o que provocou a retração de florestas e cerrados que ficaram restritos a pequenas áreas, formando assim os denominados refúgios florestais. A Serra da Capivara foi um desses grandes refúgios, o que poderia ter facilitado a sobrevivência no local de vários animais e dos humanos.
Mesmo após o aumento da aridez, pode-se supor que pudessem ocorrer grandes migrações, como as que ocorrem na África com os gnus, zebras, elefantes, búfalos e antílopes. Na América do Sul, animais como paleolhamas, macrauquênias, mastodontes, grandes cervos, etc. poderiam migrar da caatinga para o cerrado, do cerrado ao Pantanal e outros ambientes, e voltar para a caatinga na época das chuvas, talvez seguidos por predadores como o tigre-dente-de-sabre. Também há evidências[carece de fontes?] de que certas espécies de preguiças-gigantes como o Nothrotherium maquinense tinham adaptações que lhe permitiriam viver em ambientes áridos e semiáridos.

## Alguns representantes da megafauna brasileira
No Brasil do Pleistoceno podiam se ver pelo menos 38 gêneros com espécies que pesavam, no mínimo 100 quilos, sendo que  10  ou mais espécies pesavam uma tonelada ou  mais. A maior espécie a viver no Brasil foi um mastodonte gonfotério que pesava de sete a oito toneladas. Em menos de 20 mil anos a maior espécie que sobrou foi a anta, que pesa até 300 quilos. Se todas as espécies ameaçadas de extinção forem realmente extintas, o maior animal frugívoro que restará será uma espécie de bugio, que pesa 9 quilos.

### Representantes da extinta megafauna
Palaeolama: É uma prima fóssil das lhamas atuais. Tem o mesmo aspecto geral mas é maior e mais pesada ( 198 a 400 kg), com o focinho alongado. Contrariamente às lhamas não estava adaptada à vida na montanha. Este hervíboro ocupava no Brasil o lugar que ocupam os grandes antílopes na África. Conhecido desde ao redor de um milhão de anos, desapareceu entre 8 a 10.000 anos atrás. Pertence à família dos camelídeos (camelos, lhamas); existem várias espécies de Palaeolama no Quaternário da América do Sul, das quais 3 no Brasil, na região da Serra da Capivara, Paleolama major e Palaeolama niedae, que é a maior, pesando entre os 300 e 400 kg, esta última representa 16% da megafauna da Toca da Barra do Antonião e 33% da Toca do Garrinho, e a Palaeolama (Hemiauchenia) paradoxa, que só foi encontrada no Rio Grande do Sul.
Hippidion: Parece com um cavalo selvagem, do qual é um parente bastante afastado; tem o mesmo tamanho ( 300 a 500 kg), 1,40 m de altura e as patas com um só dedo que leva ao casco, mas seus dentes são diferentes, de um tipo muito mais primitivo. Estudos recentes apontam que o Hippidion apresentava uma pequena tromba, musculatura atípica nos equinos. Este herbívoro corredor ocupava no Brasil o lugar que ocupam as zebras em África. Conhecido desde há mais de 3 milhões de anos, desapareceu entre 8 a 10.000 anos. Pertence à família dos Equídeos (cavalos, asnos, zebras); existiam várias espécies de Hippidion no Quaternário de América do Sul, das quais duas no Brasil, na região do Parque Nacional, Hippidion bonaerense, que foi a maior, pesando de 400 a 500 kg, e na Lagoa Santa em Minas Gerais, Hippidion principale, pesava 300 kg, tinha 1,50 m de altura e 2 m de comprimento. Os Equídeos representam aproximadamente 30% da megafauna da Toca do Garrincho.
Equus (Amerhippus) neogeus:  Um outro equídeo do atual gênero Equus, mais abundante e um verdadeiro cavalo, mais raro, de uma espécie também desaparecida mas muito próxima do cavalo atual, pesava 300 kg, tinha 1,50 m de altura e 2 m de comprimento. Seus fósseis foram encontrados no Parque Nacional. Amostras genéticas mostram que ele era um cavalo verdadeiro muito próximo do cavalo moderno.
Eremotherium: Este parente afastado das preguiças atuais, era um dos maiores mamíferos quaternários da América do Sul (de 3 a mais de 5 toneladas), e era terrestre. Mesmo munido de enormes garras, era um estrito herbívoro, capaz de levantar-se sobre as suas patas traseiras e manter-se em pé com a ajuda da cauda constituindo assim um tripé, para alcançar as folhas das árvores grandes, tinha 2 m de altura em posição quadrúpede, 4 m em posição bípede e 6 m de comprimento. O tipo de crescimento de seus dentes permitia-lhe consumir vegetais duros e abrasivos. Muito frequente no Brasil intertropical desde há aproximadamente 300.000 anos, desapareceu há 10.000 anos. Eremotherium pertence à família dos megaterídeos, exclusivamente americana e, atualmente, totalmente extinta. A espécie principal é Eremotherium rusconii, que representa 30 % da megafauna da Toca da Barra do Antonião, mas a maior espécie é o Eremotherium laurillardi, que também é um das mais abundantes, encontrados restos em praticamente todo Brasil.
Catonyx: Trata-se de outro gênero de preguiça gigante terrestre, mas muito menor que o Eremotherium. Era mais baixa e menos comprida que um boi, mas possuindo peso aparentado com um, tendo uma massa equivalente (500 a 700 kg), possuía 1,80 m de altura e 2 m de comprimento. Tinha também poderosas garras, e sua pele espessa era reforçada por pequenos ossos dérmicos. Este animal apareceu aproximadamente há 300.000 anos e desapareceu há 10.000 anos. Catonyx pertence à família dos Mylodontídeos, ela também exclusivamente americana e, hoje, totalmente desaparecida. A espécie da Serra da Capivara é chamada Catonyx cuvieri; ela aparece frequentemente associada a um outro animal do mesmo tamanho que pertence à mesma família : Scelidodon. Todos os dois representam juntos 3,5 % da megafauna da Toca do Garrincho. Um esqueleto quase completo de Catonyx foi descoberto na Toca da Barra do Antonião.
Scelidodon: Foi um gênero de preguiças gigantes restrito a América do Sul, comia arbustos, folhas e raízes. O corpo dele era enorme e, provavelmente, coberto com uma espessa camada. Ele media cerca de 2,5 metros de comprimento e 1 metro de altura, pesava cerca de uma tonelada. Seus membros posteriores eram longos e robustos, terminando em duas garras fortes curvados para dentro, sua cauda era espessa , permitindo que o corpo do animal ficasse em pé, a espécie representada no Brasil, era o Scelidodon piauiense.
Megatherium: Foi um gênero de preguiças gigantescas, tinha o tamanho similar a de um elefante, usava sua língua cumprida para se alimentar de folhas, possuía garras enormes e fortes, os indivíduos dessa espécie normalmente pesavam algo entre 4 a 5 toneladas, e quando ficava em pé sob as duas patas traseiras alcançava uma altura de 4 m, apesar do grande tamanho era uma criatura pacifica, mas se defendia muito bem quando era atacado por predadores, uma patada de um Megatherium deveria fazer um bom estrago no adversário, a espécie encontrada aqui foi o Megatherium americanum, que foi a maior espécie do gênero. Entre esses predadores estavam os tigres-dentes-de-sabre, os ursos das cavernas, grandes felinos pleistocênicos, lobos, enormes marsupiais carnívoros e aquele que acredita-se ter extinguido essa espécie, o Homo sapiens.
Scelidotherium: Scelidotherium é um gênero extinto de preguiças da família Mylodontidae , endêmico da América do Sul. Caracteriza-se por uma cabeça alongada, e uma cauda superficialmente semelhante ao tamanduá, tinham 1,10 m  de altura, e pesavam de 2000 a 2700 kg. A espécie conhecida no Brasil é o Scelidotherium piauiense.
Glossotherium: Era um gênero que incluía algumas espécies de grandes preguiças, sendo que a maioria viveu na América do Sul. O Glossotherium robustum, que se alimentava tanto de vegetação rasteira como as encontradas nas árvores baixas ou caídas, e a espécie menos conhecida, Glossotherium aff. lettsomi, em épocas de frio possuíam uma grossa camada de pelo, o G. robustum foi a maior espécie desse gênero, tinha em média 4 m de comprimento, e pesava entre 1002,6 a 1500 kg, era frequentemente muito atacado pelo Smilodon, mas na sua defesa estavam grandes e grossas garras, membros e um rabo muito musculoso.
Nothrotherium: Foi bem menor que as outras preguiças gigantes já citadas, seu tamanho era similar a de uma anta, um comprimento entre 1,5 a 2,5 m, e tendo 80 cm de altura, essas preguiças viviam consumido raízes, caules, sementes e folhas de várias plantas de ambientes áridos e semiáridos, como a mandioca e agave, as patas dianteiras eram longas e fortes, era armada com garras, supostamente tinha uma língua longa e forte, e possuía uma causa semelhante ao do tamanduá bandeira, só uma espécie está representada nos depósitos fósseis do Brasil, mais especificamente em Minas Gerais, Nothrotherium maquinense.
Ahytherium: A preguiça-terrícola Ahytherium aureum alimentava-se de folhas e raízes e tinha uma particularidade: o formato de sua cauda indica que o animal poderia viver tanto na terra quanto na água, assim como as capivaras e as lontras. Os fósseis da Chapada Diamantina pertencem a uma preguiça jovem, com ossos e dentes ainda em crescimento. Apesar disso, ela já tinha três metros de comprimento, um metro e meio de altura e um peso estimado em 500 quilos. Caminhava pelas florestas e campos das Américas. As garras, longas e cortantes, permitiam que o animal se alimentasse de tubérculos e outros vegetais. Já a cauda, achatada, indica que, além de caminhar, a preguiça também poderia ser uma boa nadadora e ter hábitos aquáticos.
Australonyx: Australonyx aquae foi uma nova espécie de preguiça gigante, descrita por De Iuliis muito recentemente em 2009. A localidade da descoberta dos seus fósseis é na Caverna do Poço Azul.
Mylodon: Milodonte ou Mylodon é um gênero extinto de preguiça gigante que viveu na Patagônia, mas seus fósseis também foram encontrados no Brasil. O milodonte pesava cerca de 200 kg e tinha cerca de 3 m de altura quando de pé sobre as patas traseiras. Esterco preservado mostrou que era um herbívoro. Tinha uma pelagem muito grossa que escondia a osteoderme dentro de sua pele, o que formava um tipo de armadura, e atualmente a única espécie reconhecida é o Mylodon darwinii. Indígenas americanos caçadores disseram que caçavam grandes animais que possuíam uma pele extremamente resistente e que quando flechas eram lançadas do arco diretamente a pele desses animais, saltavam para fora da pele sem qualquer dano.
Megalonyx: Foi um gênero de preguiças gigantes que viveram por grande parte do continente americano. Eram de grande tamanho, seu nome científico significa que possuíam grandes garras, e tinham essas grandes garras para se defenderam dos predadores e para agarrar as folhas e os grandes frutos das árvores. Apesar de ser considerado vegetariano, alguns cientistas sugerem a possibilidade de que ele havia consumido alternadamente carniça. A espécie fóssil conhecida no Brasil é Megalonyx jeffersonii.
Pampatherium: É um gênero de tatus gigantes, do tamanho de um asno ( 100 a 250 kg). Sua carapaça comportava três faixas de articulação. Contrariamente aos tatus atuais, é um hervíboro e não cavava a terra. É conhecido desde faz 700.000 anos e desapareceu há 10.000 anos. Pampatherium pertence à família de Dasypodideos (tatus). A espécie encontrada em São Raimundo Nonato é chamada Pampatherium humboldti. Constitue mais de 18% da megafauna da Toca do Garrincho.
Holmesina: Era um gênero que compunha a maior espécie de tatu que já existiu, tendo um tamanho similar ao urso negro americano (2 m de comprimento e 227 a 250 kg), se alimentava de raízes, ovos, insetos, moluscos e carniça, com a ajuda de suas poderosas garras, as quais também serviam para cavar enormes tocas para abriga-los, uma das espécies desse gênero que viviam aqui, era o Holmesina rondoniensis, e o Holmesina paulacoutoi que foi a maior pesando 300 kg, tinha 1 m de altura e 3 m de comprimento, apesar de grande carapaça que o protegia, os adultos eram frequentemente caçados pelos grandes predadores da época, como a onça pintada gigante.
Pachyarmatherium: Como os outros, foi um outro gênero de tatu gigante, está aparentando tanto com os tatus atuais, e os outros gêneros também já extintos, é representado por duas espécies, sendo que uma delas ocorreu no Brasil, Pachyarmatherium brasiliense, dos quais os seus restos fósseis só foram encontrados no Brasil.
Glyptodon, Panochtus, Doedicurus e Hoplophorus'': Eram gêneros de falsos tatus com carapaça óssea rígida, não articulada. Eram tão grandes quanto um Volkswagen “Fusca” e podia pesar mais de 700 a 2.370 kg. Alguns possuíam uma bola espinhosa na ponta da cauda, utilizada como uma massa para defender-se. As placas ósseas de suas carapaças eram muito espessas (3 cm) e tinham motivos geométricos que permitem distingui-los. Se deslocavam lentamente e se alimentavam de plantas aquáticas e vegetação rasteira. Os conhecemos até faz 8.000 a 9.000 anos. Todos esses gêneros pertencem à família dos gliptodontídeos, exclusivamente americana e totalmente desaparecida. As espécies da Serra da Capivara, presentes em pequena quantidade em todos os sítios, são Glyptodon clavipes, tendo de 1,40 a 1,70 m de altura, 3 m de comprimento e pesando 2000 kg, e Panochthus greslebini foi a menor com 700 kg. Juntas representam 5,5% da megafauna da Barra do Antonião. O gênero Hoplophorus é endêmico do Brasil em Minas Gerais, é representado por apenas uma espécie, Hoplophorus euphractus, tinha 2,70 m de comprimento e um peso de 1 tonelada, já o Doedicurus, também é representado por apenas uma espécie, Doedicurus clavicaudatus, que era distribuída amplamente por toda a América, e foi a maior espécie desse tipo, tinha 1,50 m de altura e pesava entre 1900  a 2370 kg.>
Toxodon: Eram grandes herbívoros de patas curtas e corpo em forma de barril, do tamanho dos rinocerontes ou dos hipopótamos atuais. Pesavam de 1300 kg a 2000 kg, mediam de 1,40 a 1,75 m de altura e de 3 a 3,20 m de comprimento. São representados frequentemente na beira da água, como esses últimos. Tinham dentes que apresentavam superfícies de esmalte descontinuas, dispostas em faixas, a espécie conhecida no Pleistoceno brasileiro é o Toxodon platensis. Desapareceram por volta de há 10.000 anos. São os últimos representantes da família dos toxodontídeos, exclusivamente sul e centro-americanos. Toxodon não é muito frequente: 5,5% e 3,5% respectivamente da megafauna da Toca da Barra do Antonião e da Toca do Garrincho.

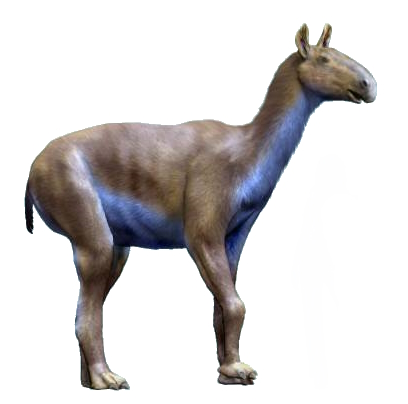
Macrauquênia (Macrauchenia patachonica).

Macrauchenia: Com sua cabeça comprida e com uma tromba curta, suas patas com três dedos e seu longo pescoço de girafa, é o mais estranho animal com cascos do Quaternário sul-americano. Herbívoro, procurando vegetais moles, alcançava dos 900 aos 1042 quilos de massa, a altura de seu longo pescoço era de 1,80 m e seu comprimento chegava a 3 m. Desapareceu há cerca de 10.000 anos. Macrauchenia pertence à família dos macrauquenídeos, exclusivamente sul-americana e totalmente desaparecida. A espécie encontrada na região do Parque Nacional é chamada Macrauchenia patachonica. Constitui quase 4% da megafauna da Toca da Barra do Antonião.
Notiomastodon: Parecia um elefante mais baixo e mais comprido, com as defesas pouco curvadas. Podia pesar de 4 a 7 toneladas ou mais. Os mastodontes gonfotérios são exclusivamente americanos no Quaternário Recente, mesmo assim outros mastodontes viveram no Velho Mundo em períodos mais antigos. Nos sítios da Serra da Capivara, temos numerosos molares caracterizados pela forma alongada e trituradora. Notiomastodon waringi, que pertence à família dos gomfoterídeos, é o mastodonte típico do Brasil intertropical, da onde desapareceu por volta de 10.000 anos atrás, sua presença no Nordeste sugere uma vegetação muito diferente da atual, muito mais luxuriosa, pesava 5 toneladas, sua altura era de 2,50 m e um comprimento de 3 m, mas além dessa espécie já foram encontrados vestígios de outras em território nacional, mastodonte da planície (Cuvieronius hyodon), foi um dos maiores mastodontes da América do Sul, chegava a pesar até no máximo 7 toneladas, o Stegomastodon waringi, conhecido popularmente como mastodonte brasileiro, tinha um tamanho similar aos atuais elefantes índicos, pesava 4 toneladas, e o último encontrado no Brasil foi o Stegomastodon platensis, que vivia nos atuais pampas do Rio Grande do Sul, tinha 4 m de altura e pesava 3500 kg, e o último encontrado no Brasil foi o Notiomastodon platensis, que foi encontrado em quase todo território nacional, menos em Tocantins.
Smilodon populator: é um dos mais potentes carnívoros quaternário de América do Sul: tinha um rabo muito curto e grandes caninos superiores de 28 cm que saiam fora da mandíbula quando ela estava fechada, dai vem o nome popular de “tigre-de-dentes-de-sabre” apesar de não ser um parente do tigre moderno. Podia pesar mais de 220 a 400 kg, e ter 1,20 m de altura e 2 m de comprimento. Era um predador que caçava em grupo e atacava preferentemente os herbívoros de pele grossa, como preguiças gigantes e macrauquênias, cortando suas gargantas e abrindo-lhes o ventre. A espécie sul-americana é denominada Smilodon populator que é a espécie-tipo, porém, existiu uma outra espécie de dentes-de-sabre o (Smilodon fatalis) que viveu na América do Norte, sendo está substancialmente menor que a sul-americana pesando em torno de 280 kg.

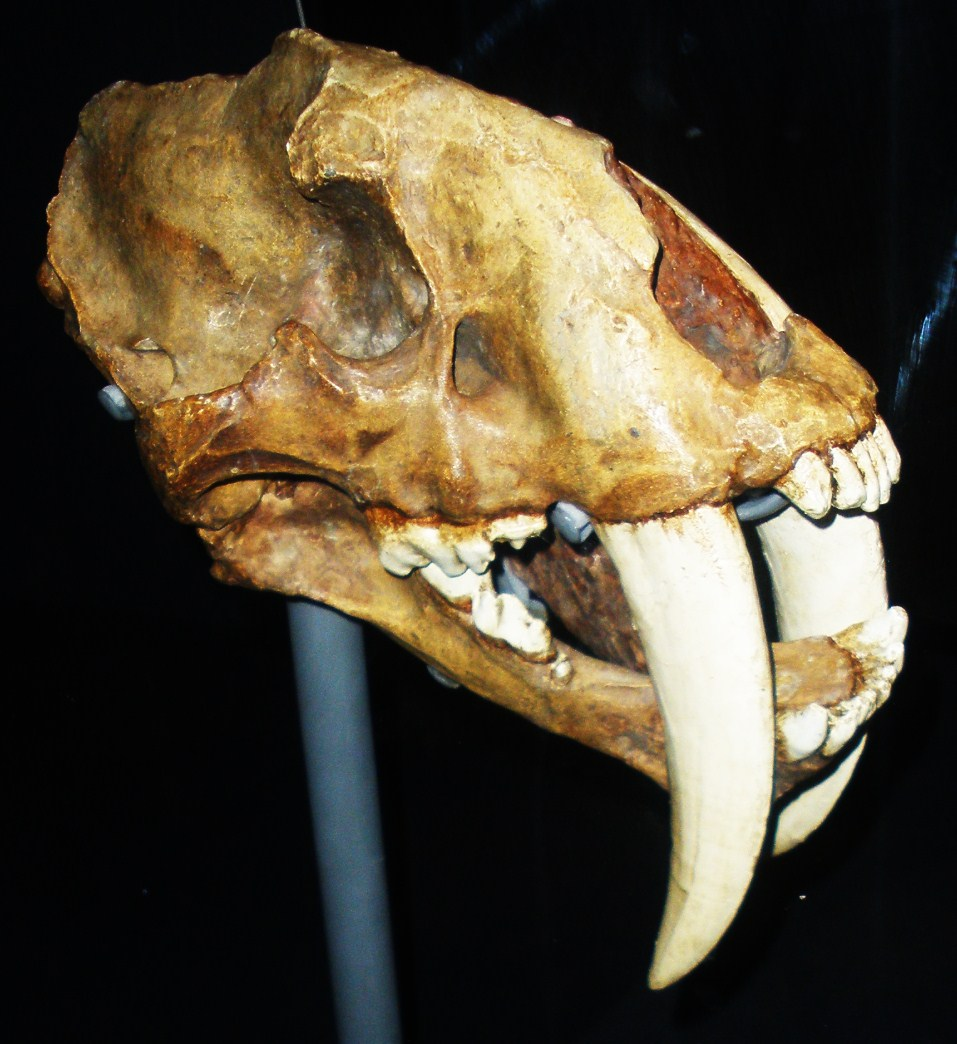
Fóssil de um tigre-de-dentes-de-sabre, exemplar encontrado no Museu de História Natural de Londres.

Canídeos: As raposas atuais já existiam na época, mas encontramos também um notável membro desaparecido da mesma família dos canídeos : trata-se de Protocyon troglodytes, predador potente e muito ativo, que caçava provavelmente em grupo e era tão grande quanto um lobo europeu ( 50 a 60 kg ou mais), a sua altura era de 65 cm e 1,50 m de comprimento, aqui também havia lobos só que de uma espécie bem maior que a atual, o lobo terrível (Aenocyon dirus), caçavam em bandos os grandes animais da época e por isso alcançaram a marca de 50 a 100 kg, sua distribuição era tão ao sul quanto Buenos Aires, se Canis nehringi for um sinônimo júnior de Aenocyon dirus. Speothos pacivorus é um já extinto parente da espécie ainda existente, o cachorro vinagre, mais se compararmos com a espécie ainda existente, teve um tamanho relativamente bem maior.
Ursídeos: Um só representante da família dos ursídeos (os ursos) existe atualmente na América do Sul, e não mais o encontramos no Brasil. Mas três outras espécies, agora desaparecidas, são conhecidas no estado fóssil na área do Parque Nacional Serra da Capivara. O pequeno Arcotoherium Arcototherium wingei, onívoro como quase todos os ursos modernos, sua massa corporal era entre 51 a 250 kg, conhecido em Minas Gerais e na Bolívia, está representado na Toca de Cima dos Pilão por dois indivíduos. O grande Arctotherium bonariense, alto e de cara curta, era um poderoso comedor de carne, um pequeno indivíduo foi medido como tendo apenas 110 kg, mas a média de massa corporal para essa espécie era de 171 a 500 kg, conhecido atualmente só no Quaternário da Argentina : é testemunhado por alguns restos na Toca do Garrincho, o Arctotherium vetustum, seu peso mediano era de 102 a 300 kg, a sua morfologia indica que caçava ativamente a megafauna, mas não foi só um predador de caçadas, também a indícios que se alimentava de carcaças roubadas.
Onça pintada gigante sul-americana: A Panthera onca mesembrina foi uma subespécie gigante das atuais onças pintadas, chegando ao incrível peso de 50 a 200 kg, seu comprimento era de 1,50 m, possuía uma altura media de 90 cm, maior que qualquer onça pintada atual, possuía esse tamanho todo por causa da grande abundância alimentar de animais de grande porte, se alimentava principalmente, de cavalos, Palaeolamas, e das menores espécies de preguiças gigantes, mas por causa da grande concorrência que tinhas com os outros predadores grandes da época, como o Smilodon populator, ursos, e matilhas de lobos e raposas, talvez tivesse o costume de levar sempre suas presas para o alto das árvores, ou as esconder em cavernas, pois esses outros grandes predadores podiam a roubar, e algumas cavernas também poderia ter servido como tocas de criação.
Xenorhinotherium: O Xenorhinotherium bahiensis foi um parente dos macrauquênias, tinha uma pequena tromba, 3 dedos em cada pé, media 5 m de comprimento e 3 m de altura, provavelmente se parecia muito com uma versão maior do Macrauchenia, isto é, vagamente como um camelo muito alto, pesava algo similar entre uma tonelada. Seu nome científico significa “animal selvagem da Bahia de narina estranha”.
Mamutes: Ainda se tem uma dúvida muito grande se existiram mesmo mamutes na América do Sul. Antes, pensava-se que os únicos proboscídeos a chegar aqui tinham sido os mastodontes gonfotérios. Os fósseis de mamutes descobertos mais ao sul foram encontrados na Costa Rica, mas, diante do encontrado de um molar de 45 mil anos em Rondônia, essa tese pode mudar. Esse enorme molar ficou esquecido durante 20 anos, pois, como era comum encontrar fósseis de mastodontes na região, pensava-se  que o dente também  fosse de um mastodonte. Todavia ainda são necessárias outras descrições para se afirmar que o molar realmente pertenceu a um mamute.
Mixotoxodon: Muito semelhante ao mais conhecido toxodonte, este animal tinha uma estratégia de alimentação diferente daquela do seu parente. Era um animal do tamanho de um rinoceronte (3800 kg), o que o torna o maior membro da ordem Notoungulata. O gênero Mixotoxodon é conhecido a partir de uma única espécie - Mixotoxodon larensis. Mixotoxodon é o único notoungulato conhecido por ter migrado para fora da América do Sul.
Piauhytherium: Piauhytherium capivarae é o nome com o qual foi batizada uma nova espécie de mamífero de grande porte descrita com base em fósseis descobertos principalmente nas imediações da Serra da Capivara, sudeste do Piauí, foi proximamente aparentado ao Toxodon platensis. A escolha do nome homenageia primeiramente o estado do Piauí (“Piauhy–“) e é terminado em “-therium” que significa fera, besta ou animal selvagem. Já a segunda parte do nome, “capivarae”, refere-se à Serra da Capivara, por ser a localidade de descoberta da maioria dos fósseis deste animal. Em parte dos sítios paleontológicos analisados os cientistas encontraram indícios de que Piauhytherium capivarae e Toxodon platensis habitaram algumas localidades geográficas em comum. Este dado é bastante curioso, pois sugere que estas duas espécies de animais relativamente semelhantes competiam por recursos de um mesmo território, como água e os vegetais que constituíam sua dieta. Outro aspecto discutido é que os membros de Piauhytherium capivarae mostram que este animal, assim como proposto anteriormente por outros autores para Toxodon platensis, provavelmente teriam hábitos aquáticos, analogamente aos dos hipopótamos que vivem nos dias atuais.
Trigodonops: Trigodonops lopesi foi mais uma espécie aparentada ao Toxodon, mas não possuía hábitos aquáticos. Seus restos foram encontrados em áreas inter-tropicais brasileiras, nas regiões Norte, Nordeste e Sudeste. Alguns fósseis mostram sinais que indicam a presença de chifres parecidos com os que vemos nos rinocerontes de hoje. É difícil dizer qual era o seu peso, pois os fósseis são muito escassos, mas talvez esses animais tivessem aproximadamente o mesmo peso dos rinocerontes atuais.

## Causas do desaparecimento da megafauna
A extinção em massa que varreu da superfície do globo esses grandes animais gigantes que viviam nas Américas durante a Era do Gelo não apresenta uma única causa e sim um conjunto grande e complexo de causas.
Com o estudo do conjunto de dados climáticos, DNA das espécies e registros arqueológicos, descobriu-se que cada um desses dados explica uma extinção diferente. Cada espécie de representante da megafauna tem um conjunto de causas que levaram a sua extinção.
Existem duas possíveis causas para essa grande extinção da megafauna:
- Fator climático: se extinguiram devido a grande mudança climática que ocorreu nesse período (fim da Era do Gelo), o que provocou uma grande mudança no ambiente em que esses animais viviam. O clima mudou de seco e gélido com temperaturas muito baixas para um clima muito mais ameno e úmido. Assim grandes áreas de savanas foram substituídas por florestas tropicais densas. Esses animais apenas conseguiram sobreviver em áreas/regiões conhecidas como refúgios florestais. Os últimos indivíduos da megafauna se extinguiram no Holoceno (no período que ocorreu o optimum climaticum – aumento muito grande na temperatura correlacionado com aumento nos níveis do mar).
- Fator antrópico: se extinguiram devido a coexistência com os humanos pré-históricos. Devido à glaciação de Würm-Wisconsin, os ambientes se tornaram muito inóspitos e dessa maneira não era muito fácil encontrar alimentos. Os homens pré-históricos que existia poderiam então  competir com esses grandes animais, pelos mesmos alimentos  o que poderia ser uma causa possível para extinção de muitas espécies da megafauna. Outra razão muito importante é que com essa falta de alimento no ambiente, os humanos pré-históricos se viram na necessidade de desenvolver suas habilidades para conseguir sobreviver, assim o homem aprendeu a dominar a natureza melhor, provocando a "Revolução Neolítica". Com essa revolução, se tornaram aptos à caça em grande escala destes animais, dizimando grandes populações. Essa teoria da grande matança é denominada de “Overkill”. Essa teoria pode ser ratificada, pois em muitos sítios paleontológicos nos EUA e na Europa foram encontrados dentro de cavernas, habitats que não eram destes animais, inúmeros ossos deles que apresentavam sinais de raspagem e fraturas intencionais provocados pelo homem que, depois de predá-los, se alimentava da carne, daí os ossos naquela situação e local.

## Remanescentes da megafauna
Os representantes da megafauna foram extintos em todos os lugares do mundo, exceto na África. Lá ainda podemos encontrar animais de grande porte que acredita-se serem remanescentes da megafauna extinta.
Na savana africana pode ser encontrado o maior animal terrestre do mundo, o elefante africano, assim como o mais alto, a girafa, e um dos maiores felinos da atualidade, o leão.

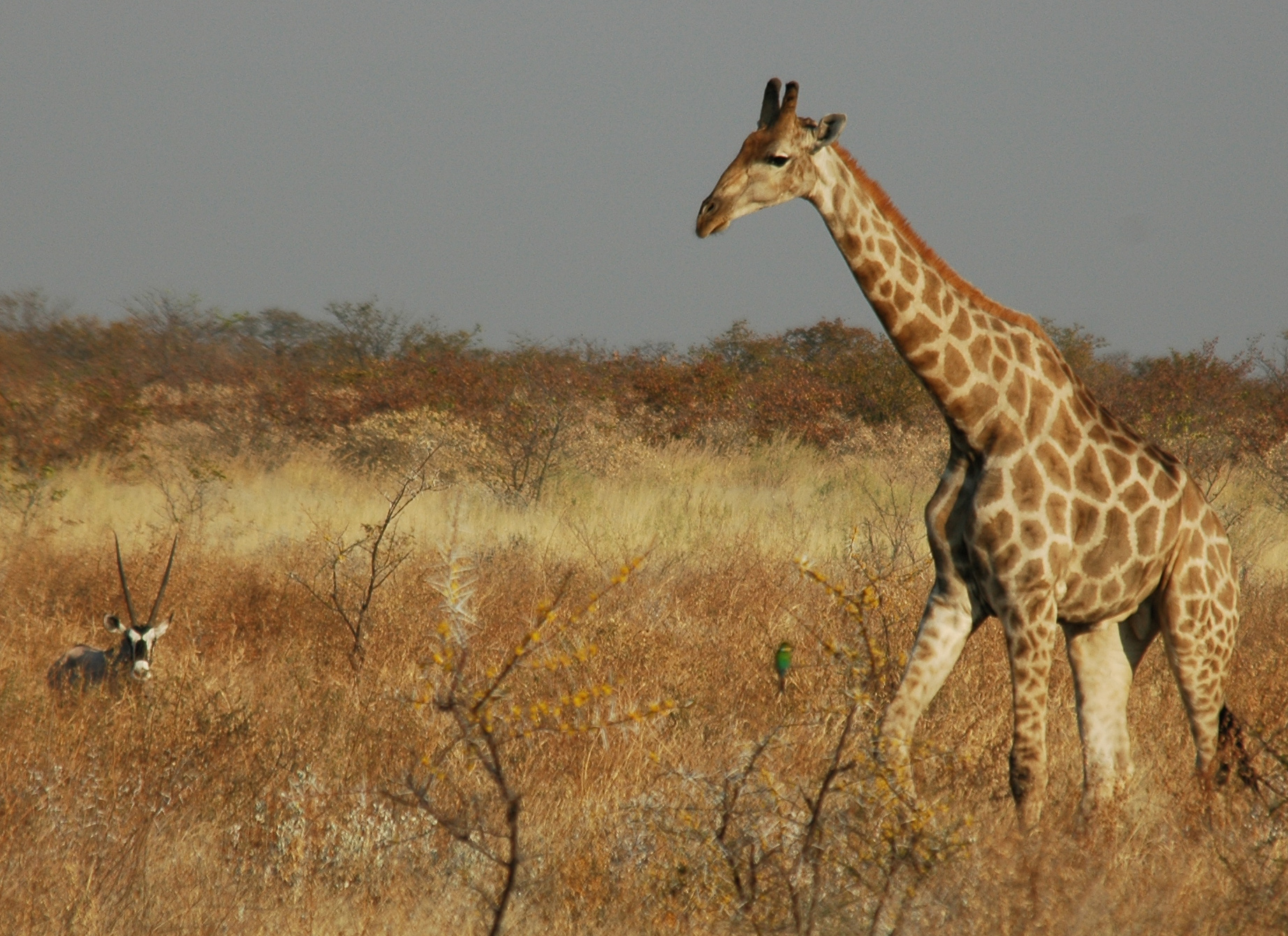
Figura 7: Girafa, o animal mais alto do mundo, encontrada nas savanas Africanas.

Uma possível explicação para a permanência desses animais é de que no mesmo período entre o fim do Pleistoceno e início do Holoceno onde na maior parte dos continentes as savanas, que eram ambientes propícios para grandes herbívoros e pastadores, estavam sendo substituídas por florestas densas devido ao aumento da umidade, esse mesmo aumento da umidade agiu de forma contrária na África. Na África a maior parte da umidade transformou os desertos do Saara, ao norte, e do Kalahari, ao sul, em savanas. Isso é o que provavelmente salvou os grandes mamíferos africanos. Esses animais provavelmente então migraram da região central do continente para essas regiões que antes eram desertos. Outra hipótese alternativa para explicar a sobrevivência desses grandes mamíferos africanos é de que os seres humanos teriam coevoluído na África com os grandes mamíferos e, portanto, não os extinguiram.
Mas até no Pleistoceno na África alguns grandes animais desapareceram, como a zebra-gigante-do-cabo (Equus capensis), o búfalo gigante (Pelorovis antiquus), o dinotério (Deinotherium bozasi), o sivatério africano (Sivatherium maurusium), a hiena gigante (Pachycrocruta brevirostris), o megantereon (Megantereon whitei e M. cultridens), o mamute ancestral (Mammuthus meridionalis), o mamute sul africano (Mammuthus subplanifrons), o facócero gigante (Metridiochoerus andrewsi), entre outros, mas ao todo estima-se que 24 espécies de grandes animais desapareceram na África.

### Megafauna brasileira remanescente

Onça-pintada ou jaguar (Panthera onca), remanescente da megafauna nas Américas.

O cerrado brasileiro (lar da antiga megafauna) abriga, hoje, 25 espécies que podem ser incluídas na megafauna. São, elas:
- Anta (Tapirus terrestris): Peso adulto entre 150 a 320 kg, locomove em todos os subsistemas do cerrado, embora encontra-se com maior frequência em subsistemas de veredas e ambientes alagadiços e matas ciliares.
- Capivara (Hydrochoerus hydrochoerus): Peso adulto de 60 a 70 kg apesar de alguns exemplares serem pesados com até 90 kg, apresenta-se nos subsistemas de veredas e ambientes alagadiços e em matas ciliares.
- Ema (Rhea americana): Peso adulto de 23 a 36 kg, apresenta-se com maior frequência nos subsistemas de campo, veredas, ambientes alagadiços, mata, mata ciliar, cerrado e cerradão.
- Onça-pintada (Panthera onca): Peso adulto de 80 a 120 kg, apesar de ter sido encontrado um mpenso de 180 kg, transita nos subsistemas de cerradão, mata e mata ciliar.
- Queixada (Tayassu precari): Peso adulto de 35 a 40 kg, transita pelos subsistemas do cerrado, cerradão, mata e mata ciliar.
- Suçuarana (Puma concolor): Peso adulto de 29 a 100 kg, apresenta-se nos subsistemas de campo, cerrado, cerradão, mata e mata ciliar.
- Veado-campeiro (Ozotocerus bezoartcus): Peso adulto de 40 a 60 kg, transita com maior frequência no subsistema de campo e cerrado.
- Cervo-do-pantanal (Blastocerus dichotomus): Peso adulto de  100 a 150 kg, apresenta-se com maior frequência nos subsistemas de campo, veredas e ambientes alagadiços, mata e mata ciliar.
- Sucuri-verde (Eunectes murinus): Peso adulto de 150 a 200 kg, é encontrada principalmente, em rios lagos, áreas alagadas, ou locais próximo à água.
- Ariranha (Pteronura brasiliensis): Peso adulto de 22 a 45,3 kg, habita principalmente lagos, rios ou locais próximos a água.
- Lobo-Guará (Chrysocyon brachyurus): Peso adulto de 20,5 a 34,09 kg, habita as pradarias e matagais.
- Caititu (Tayassu tajaca): Peso adulto 14 a 30 kg, habitam uma grande variedade de ambientes, como áreas desérticas e campos abertos.
- Tamanduá-bandeira (Myrmecophaga tridactyla): Peso adulto de 27 a 41 kg, habita uma grande variedades de ambientes, desde florestas tropicais chuvosas até ambientes savânicos e campos abertos.
- Tatu-canastra (Priodontes giganteusso ou Priodontes maximus): Peso adulto 28 a 90 kg, é visto em grande parte do cerrado, mas prefere subsistema de campo.
- Veado-mateiro (Mazama americana): Peso adulto 27 a 48 kg, mas mpensos podem alcançar os 65 kg, é encontrado na maioria dos Subsistemas do cerrado.
- Jacaré-de-papo-amarelo (Caiman latirostris): Peso adulto de 29,2 a 62 kg,  prefere áreas de baixada, em lagoas, lagos e rios.
- Jabuti-piranga (Chelonoidis carbonaria): Peso adulto de 18 a 40 kg, encontra-se em todo o cerrado.
- Jabuti-tinga (Chelonoidis denticulata): Peso adulto de 58 a 60 kg, encontra-se em grande parte do cerrado.
- Sucuri-da-Bolívia (Eunectes beniensis): Peso adulto de 50 kg, é encontrada em quase todo o Brasil, mas é mais típica dos grandes rios.
- Jiboia-constritora (Boa constrictor): Peso adulto de 40 a 45 kg, habita todos os subsistemas do cerrado.
- Jacaré-do-pantanal (Caiman yacare): Peso adulto de 23 a 58 kg, encontra-se com maior frequência em subsistemas alagadiços, como rios lagos e charcos.
- Sucuri-amarela (Eunectes notaeus): Peso adulto de 25 a 70 kg, prefere habitats aquáticos em sua maioria, incluindo brejos, pântanos, e margens cobertas de escova de rios lentos e córregos.
- Jacaretinga (Caiman crocodilus): Peso adulto de 40 a 58 kg, vive em uma variedade de áreas úmidas de planície e tipos de habitats ribeirinhos.
- Tartaruga-da-Amazônia (Podocnemis expansa): Peso adulto de 100 kg, se encontra em rios e lagoas, e em ambientes próximos à água.
- Veado-catingueiro (Mazama gouazoubira): Peso adulto de 11 a 30 kg,  evita florestas altas, preferindo áreas de floresta secundária, com alta quantidade de vegetação arbustiva no sub-bosque, como capoeiras e bordas de mata.

Se considerarmos, como único critério, espécies com mais de 40 kg distribuídas por todo o país para definirmos os remanescentes da megafauna brasileira, incluiríamos a Anta-kabomani (Tapirus kabomani), o jacaré-açu (Melanosuchus niger), o veado-de-cauda-branca (Odocoileus virginianus) e o queixada-gigante (Pecari maximus). No meio aquático, destacam-se o peixe-Boi-Amazônico (Trichechus inunguis) e o boto (Inia geoffrensis).

## Coexistência com o homem
Muitos cientistas como Paul Martin, elaboram diversas teorias onde argumentam que esta extinção em massa do Pleistoceno foi diferente de todas as demais que já havia ocorrido. Pela primeira vez na história da terra, uma espécie e não um evento climático ou cósmico estava sendo responsável por um evento de extinção em massa.
Essas teorias jogam toda a culpa dessa grande extinção em massa no “homem”. Umas das teorias de Paul Martin, relaciona essa grande catástrofe que ocorreu na América do Norte a entrada do homem nesse continente, a 13.000 anos atrás. A partir dessa chegada, houve um processo arrasador de extinção que até o começo do Holoceno, já havia se extinguido 40 gêneros de animais da megafauna característicos desse continente. Paul Martin dizia: “Quando a humanidade deixou a África e a Ásia e alcançou outras partes do mundo, o inferno se desencadeou”.
O homem sempre se mostrou um animal dotado de grandes capacidades, mesmo quando toda a humanidade se resumia a Homo erectus estes já eram capazes de fabricar ferramentas rudimentares como machados e cutelos. Quando o homem alcançou a América, ele já era Homo sapiens a pelo menos 50.000 anos. O Homo sapiens com seu cérebro gigante e milênios de aprendizado de estratégias de caça para a sobrevivência, entraram no continente “detonando tudo” . Um bom exemplo da civilização que conviveu com os animais da megafauna é o povo Clovis, que segundo datações de fósseis, chegaram à América do Norte a 13.320 anos atrás. Ossos de mamutes e mastodontes com marcas de lanças encontradas em seus sítios arqueológicos comprova que esse povo era caçador da megafauna.
Outros cientistas além de aceitarem essa teoria de Martin, ainda acrescentam que a chegada dos homens significa a chegada de doenças, que poderiam ser facilmente transmitidas a esses animais aumentando a probabilidade de morte. Também cogita-se que com o domino do fogo, o homem pré-histórico provocou grandes mudanças no habitat original desses animais, que estes não conseguiram se adaptar.

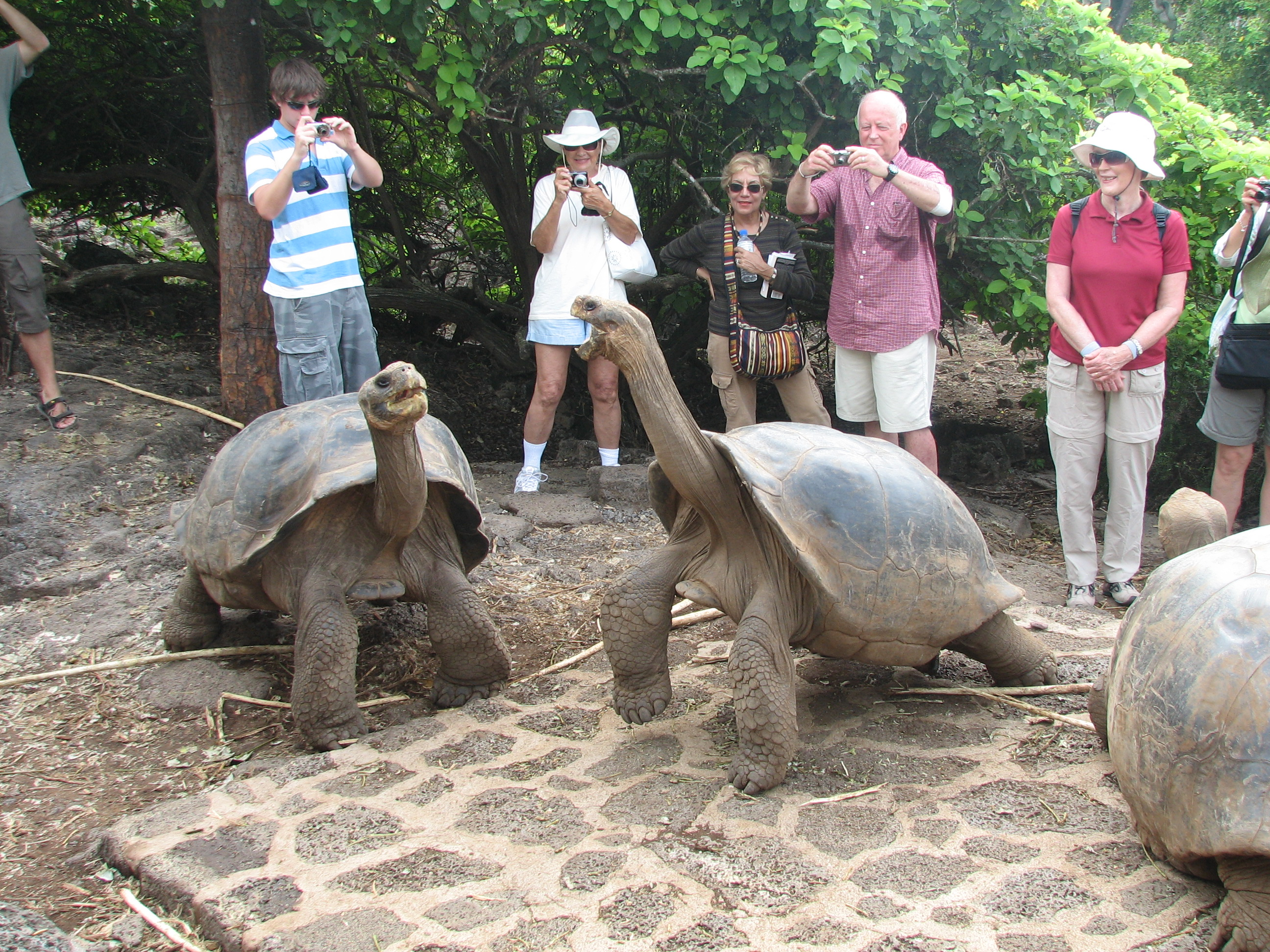
Figura 9: Tartarugas gigantes das ilhas Galápagos sendo fotografadas por turistas.

Assim muitos cientistas apontam o homem como o principal fator que levou a extinção em massa da megafauna. Alguns fatos citados pelos cientistas nos levam a crer que essa teoria é verdadeira. Por exemplo, é sabido que mesmo com toda mudança climática que ocorreu no fim da Era do Gelo, que resultou no desaparecimento das geleiras e subsequente ressecamento e aquecimento do planeta no início do Holoceno que provocou mudanças ambientais condenando esses animais adaptados ao frio a extinção, os animais da megafauna não eram plantas e dessa maneira poderiam migrar para regiões com clima propicio para a sobrevivência deles. Além disso, se o real motivo para o desaparecimento desses animais fosse mudanças climáticas, não poderia haver representantes da megafauna ainda hoje, pois mudanças climáticas são globais e deveriam afetar igualmente todos os continentes. Outro exemplo é que representantes da megafauna que viviam em ilhas isoladas da ação antrópica, sobreviveram por muitos milhares de anos depois de serem extintas nos continentes, como por exemplo, as tartarugas gigantes de Galápagos.
Outra teoria apontada como possível causa para desaparecimento da megafauna Sul americana é a do Grande Intercâmbio Américano, que já foi negada. Sabe-se que o que ocorreu na verdade foi a migração destes animais para o Norte e de animais do Norte para o Sul. Isso foi possível devido quando a faixa de terra que hoje forma o Panamá emergiu do leito oceânico e uniu as duas partes da América em uma só. É sabido que houve extinções sim, devido a introdução de novos elementos nos dois ambientes, mas é sabido também que muitas espécies prosperaram no seu novo ambiente.

### Perda de distribuição geográfica
A coexistência com o homem não só levou muitas espécies a extinção, mas também é conhecida por ter levado a uma grande perda de distribuição geográfica de muitas espécies que ainda existem, um exemplo é a girafa que hoje está restrita ao continente africano, mas fósseis indicam que antes no Pleistoceno tinha uma distribuição mais ampla, que se estendia pela África, Ásia e Europa, o tigre que atualmente só está presente na parte continental da Ásia, mas fósseis mostram a presença deles na ilha de Palawan nas Filipinas, em ilhas do Japão,  na ilha do Sri Lanka, e até no Alasca, o leão, sendo hoje endêmico do continente africano e uma pequena parte da Ásia, mas muitas subespécies foram extintas que percorriam praticamente toda a Ásia até algumas ilhas do Japão, ilha do Sri Lanka, Europa, América do Norte, Central, e até algumas partes da América do Sul, o leopardo antes era encontrado no Japão e até na Europa, os pandas podiam ser vistos na ilha de Taiwan, e em pequenas partes de Myanmar e Vietnã, a lontra marinha além da parte continental da América do Norte, existia nas ilhas do Canal da Califórnia, dromedários, elefantes, leões, hipopótamos, e outras 37 espécies de mamíferos de médio e grande porte podiam ser vistos no Egito, hoje só restam 8, e essa queda da biodiversidade no Egito foi em um curto período de tempo de 6 mil anos, a águia dourada antes fazia parte da fauna da ilha de Creta (representada por uma subespécies endêmica), e também vivia em algumas das ilhas Baleares, o asno hemíono compunha a biodiversidade do Japão, o flamingo comum foram totalmente extintos das ilhas Mascarenhas, o guepardo além da África e Ásia, mantinham populações na Europa, e muitos outros animais que perderam muita parte do seu habitat, por causa da pressão humana.

## Representantes da megafauna
Algumas espécies da megafauna, que só conhecemos pelo estudo de fósseis:
- Smilodon
- Mamute
- Mastodonte
- Dugongo-de-steller
- Leão americano
- Leão das cavernas
- Hiena-das-cavernas
- Leão marsupial
- Preguiça gigante
- Urso das cavernas
- Moa gigante
- Águia de haast
- Gliptodonte
- Rinoceronte lanudo
- Alce gigante
- Bisão antigo
- Castor gigante
- Lêmure gigante
- Purussauro
- Titanoboa
- Megalania
- Dinotério
- Elasmotério
- Toxodonte
- Macrauchenia
- Megatério
- Alticamelo
- Chalicotério
- Rinoceronte-de-chifre-grande chinês
- Iranotério
- Metaminodonte
- Hiracotério
- Urso-da-face-curta